# Filip Thienpont

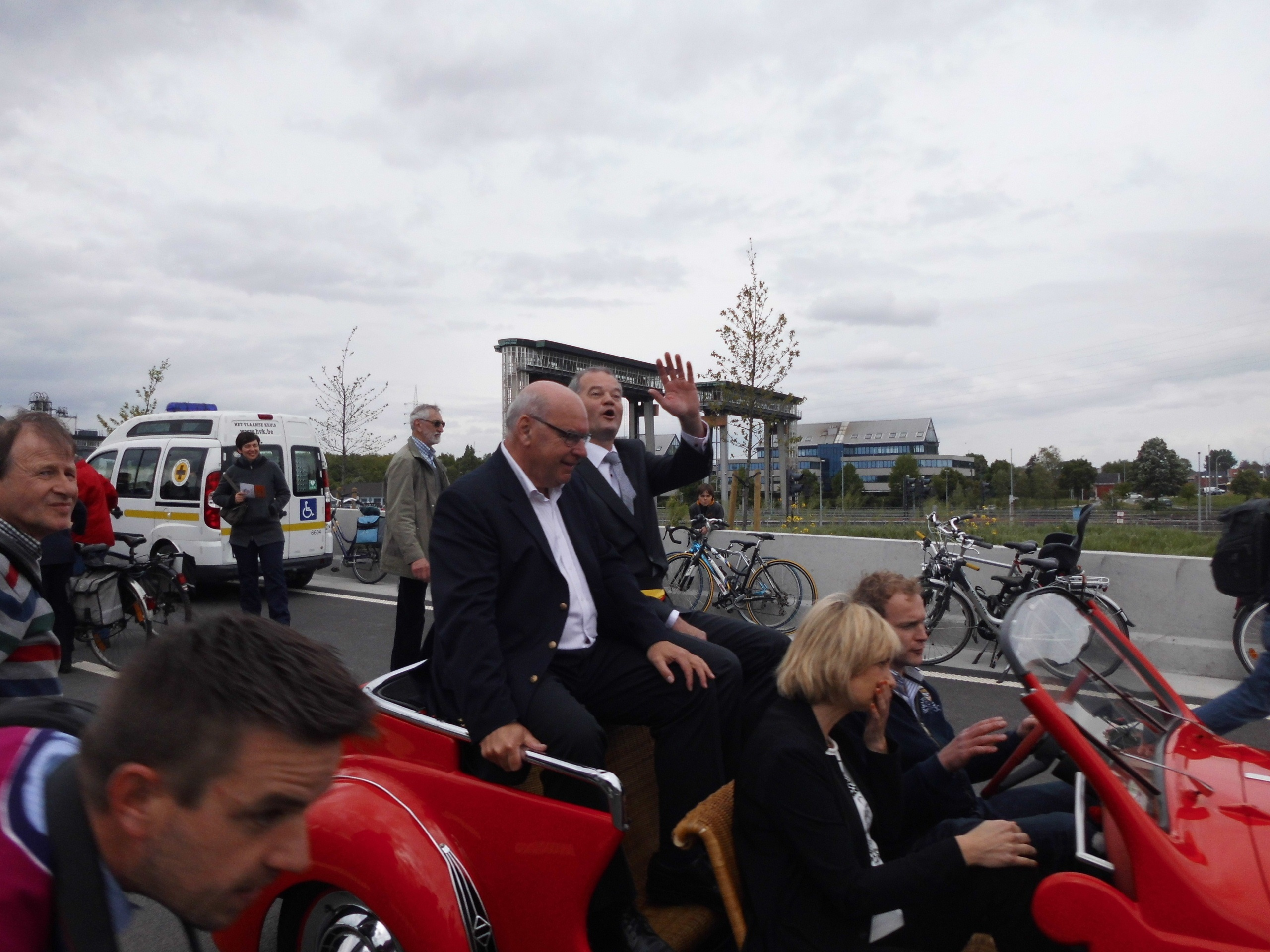
Minister Hilde Crevits en de burgemeesters (l.) Daniël Termont en Filip Thienpont tijdens de opening van het laatste sluitstuk van de R4

Filip Thienpont (22 februari 1967) is een Belgische politicus voor CD&V en gewezen burgemeester van Merelbeke.

## Biografie
Thienpont groeide op in Merelbeke. Hij ging er naar de kleuterklas in de gemeenteschool, volgde zijn lagere onderwijs in de Sint-Elooischool en zijn middelbaar onderwijs in het Paus Johannescollege. Daarna studeerde hij licentiaat politieke wetenschappen aan de Universiteit van Gent.
Thienpont werd actief in de gemeentelijke politiek in Merelbeke en ging er in 1987 bij de CVP-jongeren, waar hij onder meer lokaal voorzitter werd. In 1990 ging hij als ambtenaar werken op de kanselarij van de eerste minister. Eerst werkte hij er op de studiedienst, later werd hij verantwoordelijke van het overlegcomité en de syndicale overlegcomités. Na de gemeenteraadsverkiezingen van 1994 werd hij in Merelbeke schepen, wat hij tot 1998 bleef. Na de verkiezingen van 2000 belandde de CVP in Merelbeke in de oppositie en Thienpont werd er CVP-fractieleider. Na de verkiezingen van 2006, waarbij hij CD&V-lijsttrekker was, vormde CD&V/N-VA een meerderheid met VLD en sp.a/Spirit, en Thienpont volgde begin 2007 VLD'er Luc De Keukelaere op als burgemeester. Thienpont was de laatste burgemeester van de gemeente, die op 1 januari 2025 opging in de fusiegemeente Merelbeke-Melle. In deze gemeente is Thienpont sinds 2025 schepen van Stedenbouw en Landbouw.